# Hindko
Hindko (ہندکو, हिन्दको [hindkoŭ] Pashtu: ہِندکی), även Hindku, eller Hinko, är ett indoariskt språk. Det talas av maximalt 4 miljoner människor, mest Hindkowaner (ہندکووان) i Indien, Pakistan och Afghanistan. Själva namnet är indoiranskt och betyder indiskt bergsspråk ("Ko" är namnet för berg).
Språket talas av ett flertal olika folk.
Det finns inget standardspråk, men de sydliga dialekterna är lättare att förstå för alla talande, än de norra. Enklast för andra Hindkotalande att förstå var dialekterna från Peshawar och Talagang. Det är relativt tätt besläktat med Punjabi. Det finns ett språkråd - Gandhara Hindko Board.
Det finns ordböcker från hindko till engelska, men inte svenska. 
Poeter och skriftställare som skrivit på Hindko är: 
- Mr. Asif Saqib,
- Prof. Sufi Abdur Rasheed,
- Col. Fazal-e-Akbar Kamal,
- Mr. Sharif Hussain Shah,
- Prof. Muhammad Farid,
- Prof.Yahya Khalid,
- Mr. Nazir Kasalvi,
- Muhammad Hanif,
- Dr Mohammad Azam Azam
- Ashraf Rohaila
- Hidayat Hussain Azmat